# Kusttram

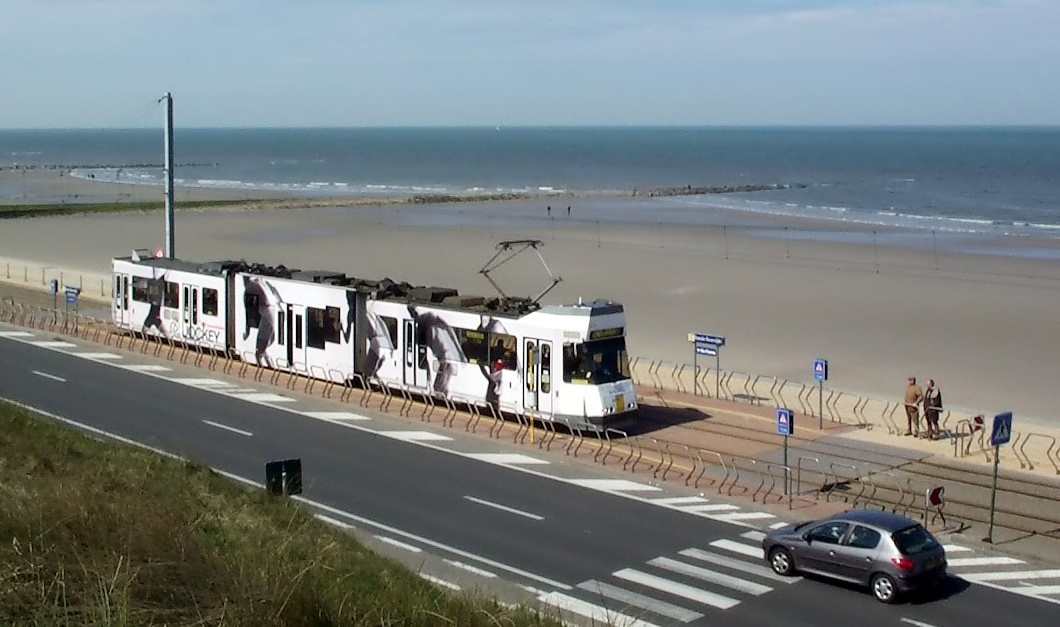
Kusttram nära Oostende

Kusttrams linjesträckning

Kusttram är en interurban spårvägslinje som förbinder orter längs hela den belgiska Atlantkusten mellan De Panne nära gränsen till Frankrike och Knokke-Heist, en sträcka på 68 kilometer, med 69 hållplatser. Den anses vara världens längsta spårvägslinje. Linjen har meterspårvidd. 
Kusttram drevs tidigare av Tramways vicinaux/Buurtspoorwegen. År 1991 delades detta bolag i ett för Vallonien och ett för Flandern, varvid det flamländska bolaget, Vlaamse Vervoermaatschappij (De Lijn), övertog Kusttram. 

## Historik
Den första linjesträckan mellan Oostende och Nieuwpoort invigdes 1885, men låg då längre in i land än idag. Den hade till en början en spårvidd på 600 millimeter. Den sista länken blev färdig 1926.
Före 1920 var spårvagnarna hästdragna, och därefter ångdrivna. Linjen elektrifierades 1927.
På 2010-talet har Kusttram fått låggolvsspårvagnar av typ BN LRV från La Brugeoise et Nivelles, ett företag inom Bombardier Transportation.

## Fotogalleri

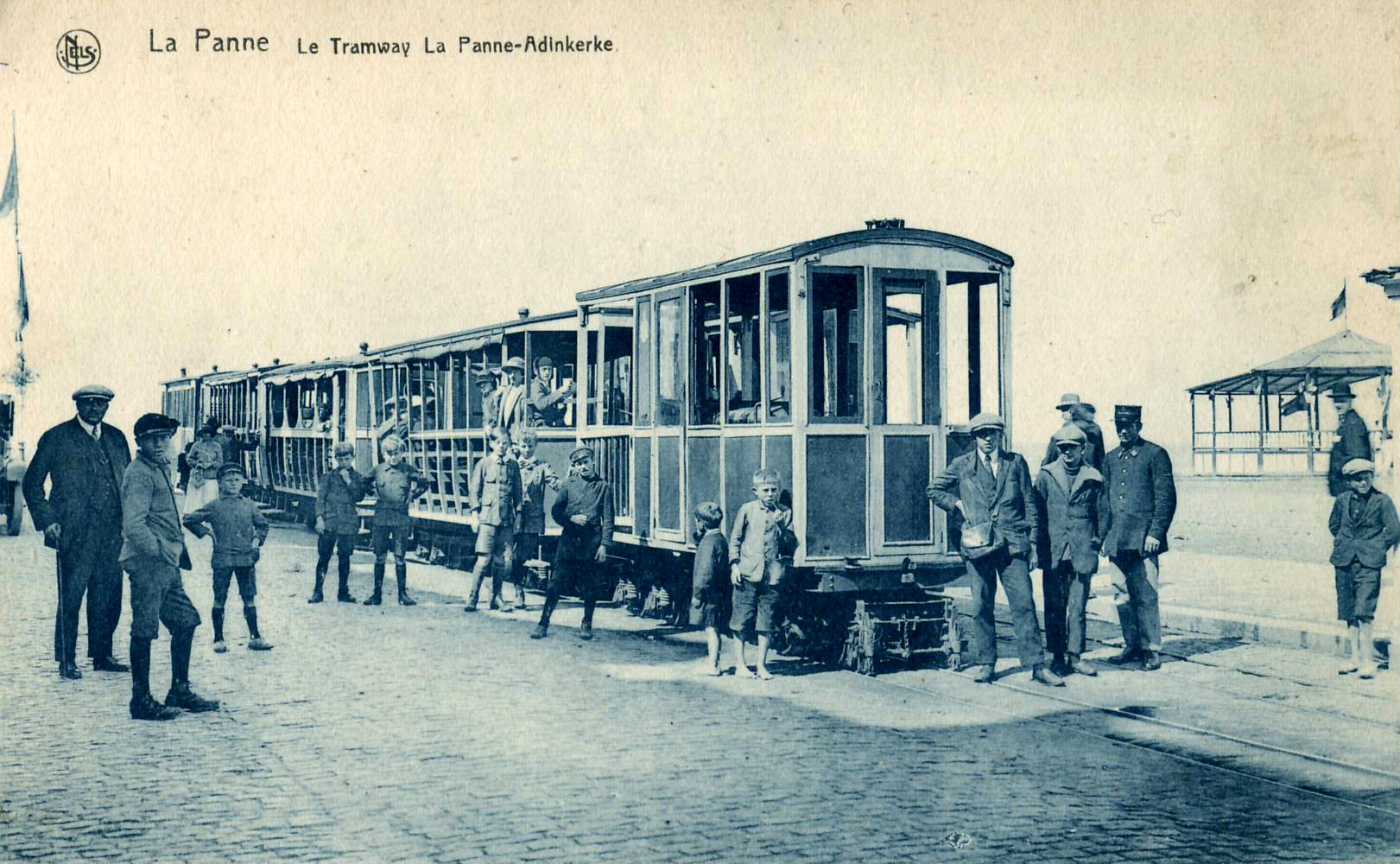
Spårvagn i De Panne före elektrifiering och breddning till meterspårvidd 1932
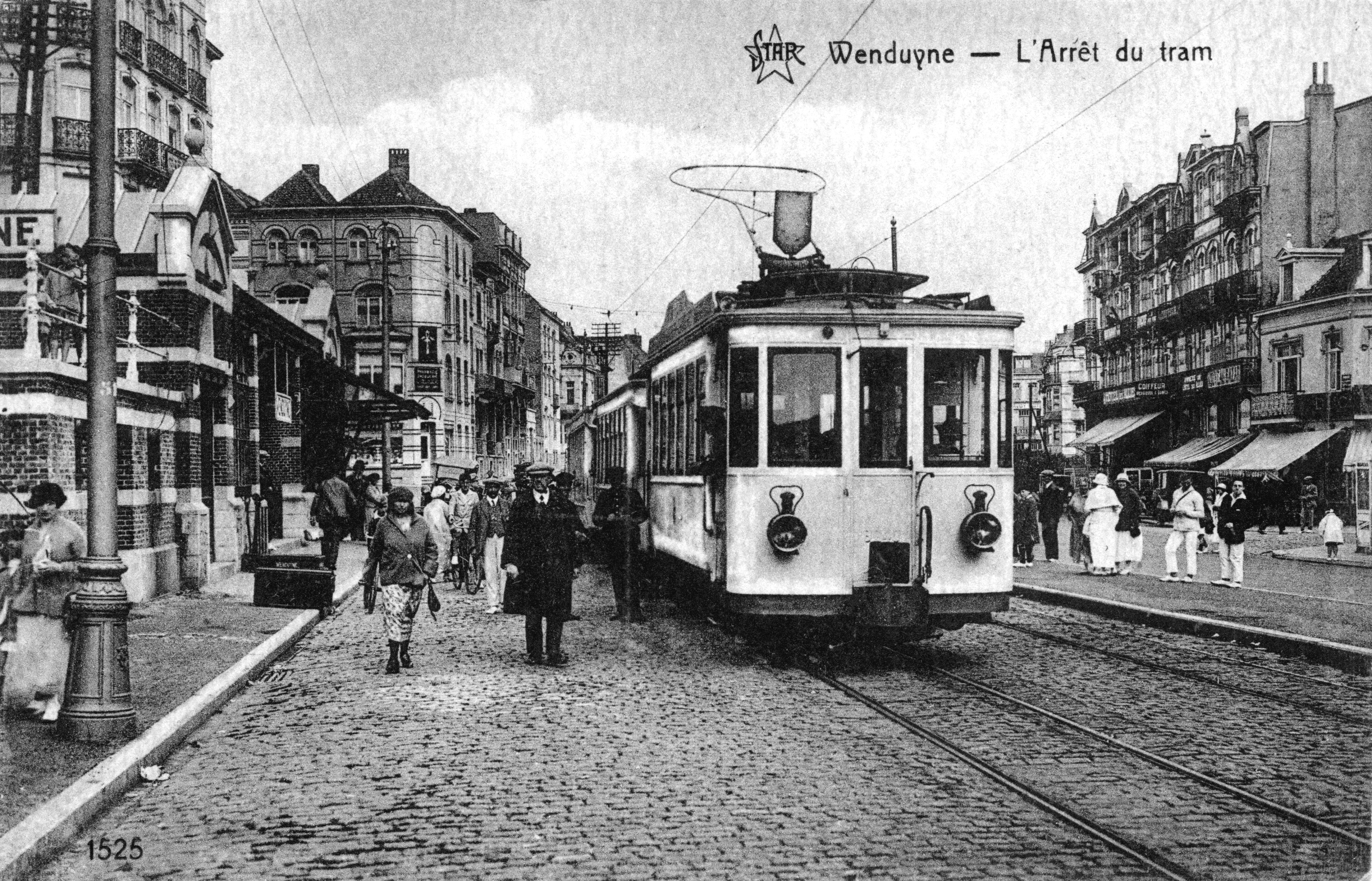
Spårvagn i Wenduyne, troligen på 1920-talet
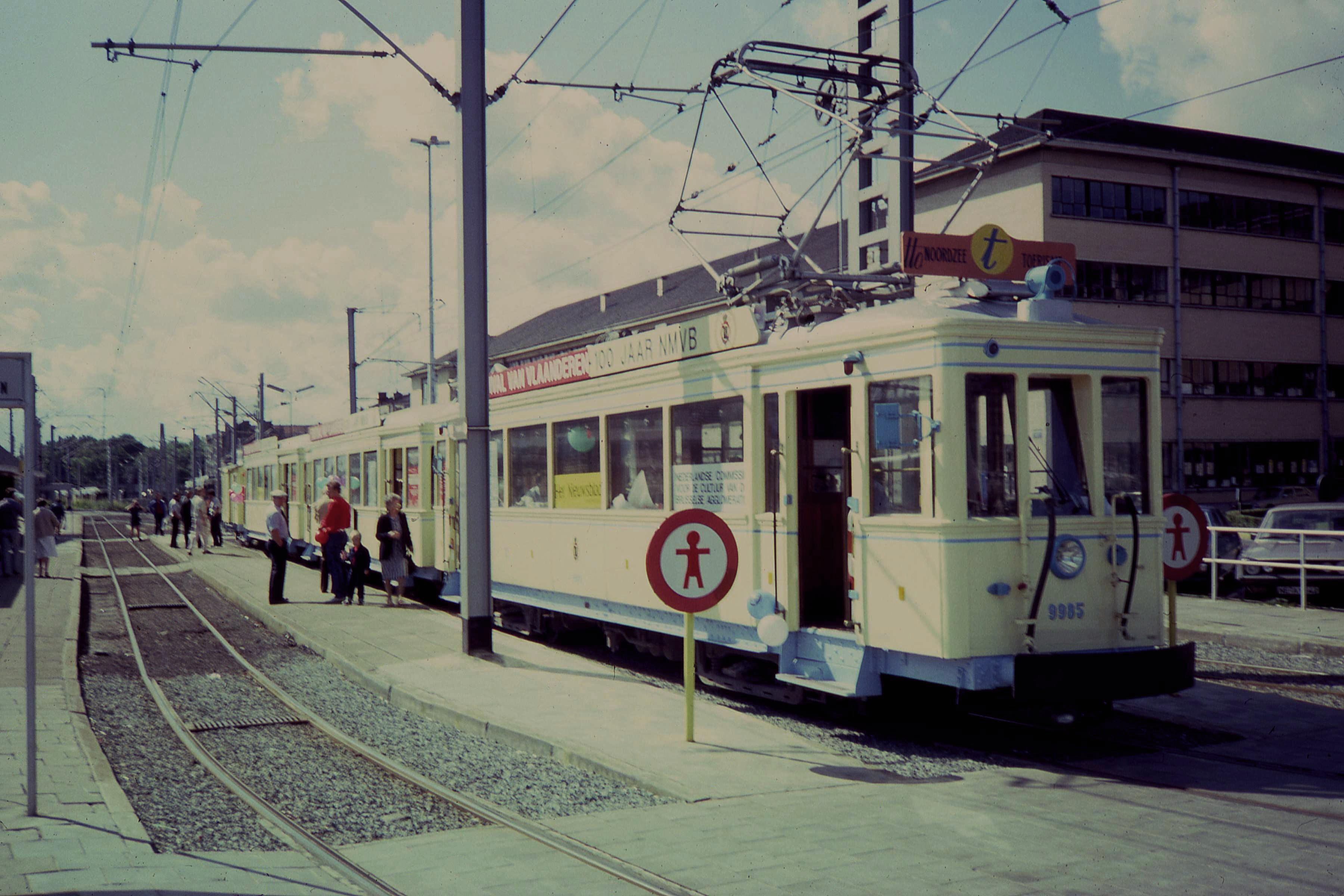
Äldre spårvagn i Oostende vid 100-årsjubileet 1985
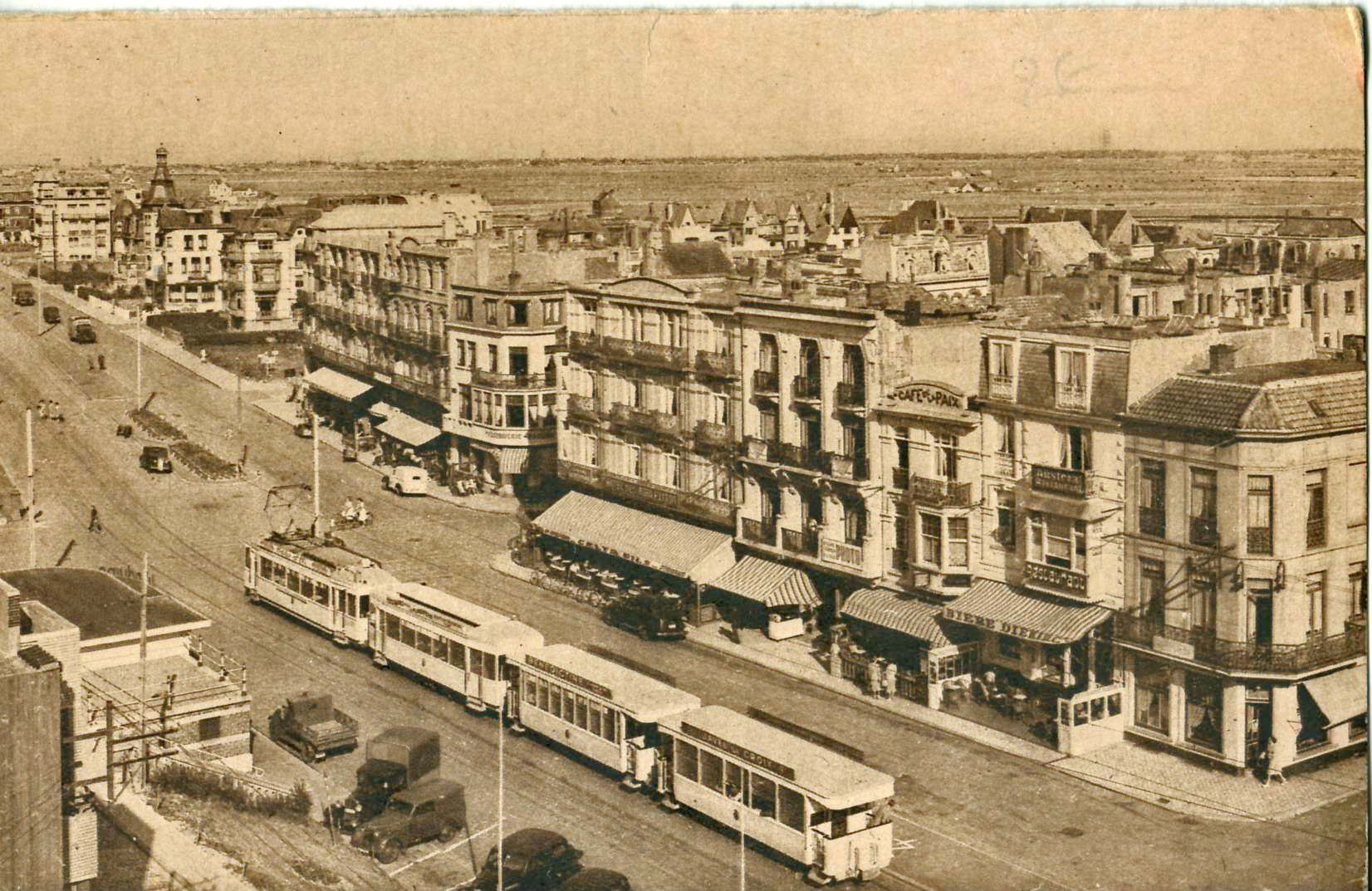
Avenue De-Smet-de-Nayer i Wenduyne, 1930-talet
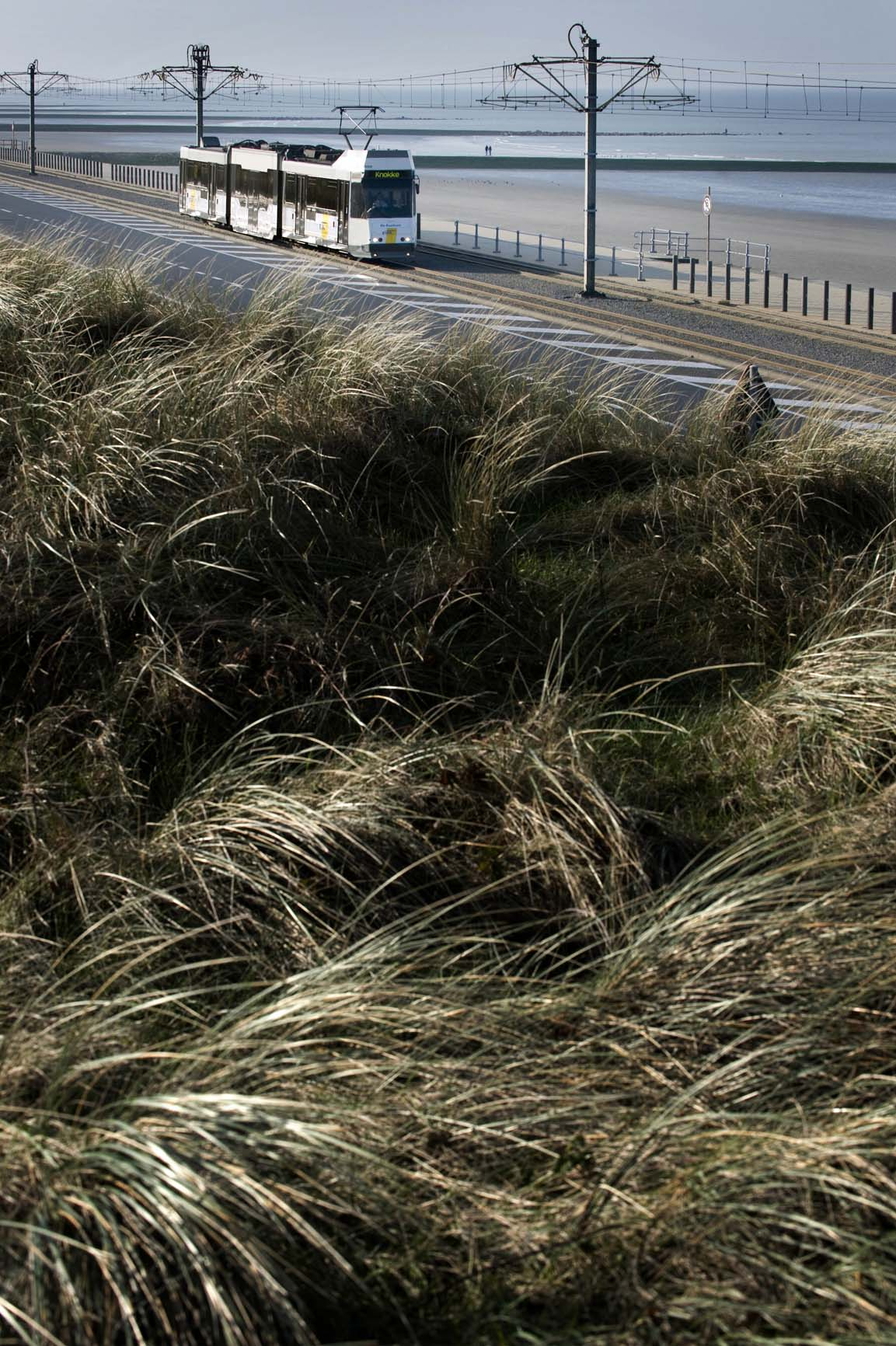
Kusttram på väg från Middelkerke mot Oostende
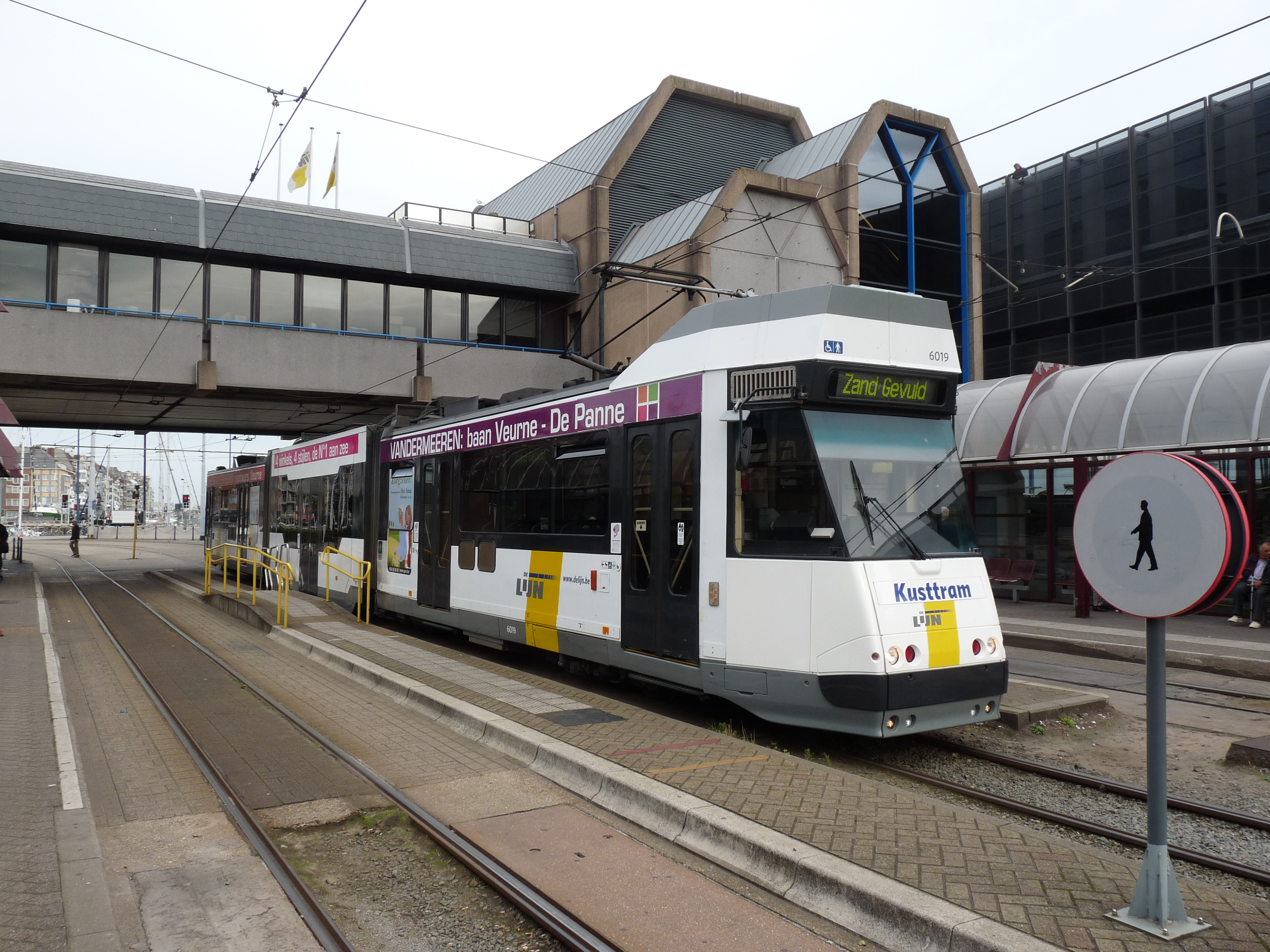
Låggolvsspårvagn typ La Brugeoise et Nivelles BN LRV vid Oostendes station, 2016
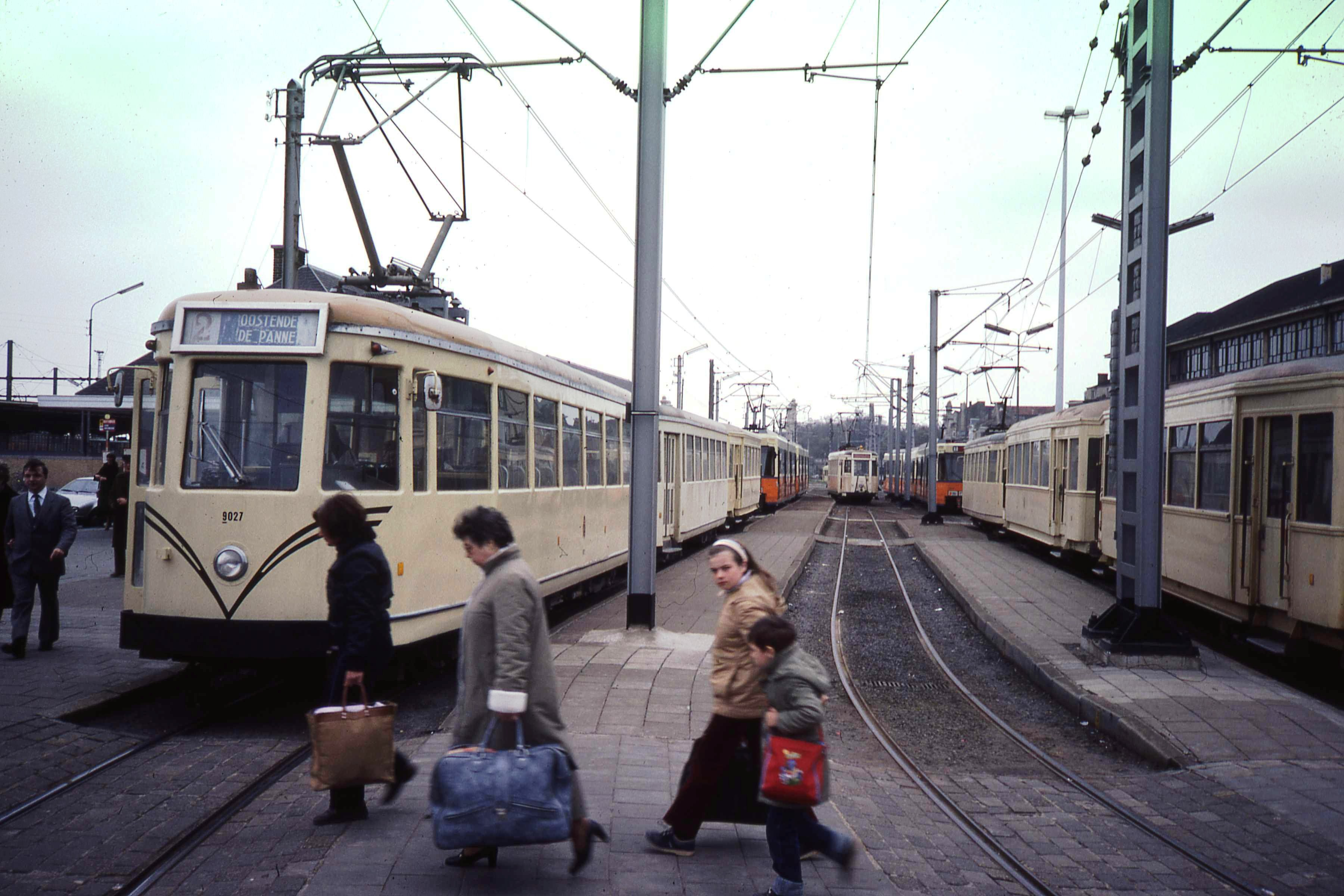
Spårvägsstationen i Oostende 1982
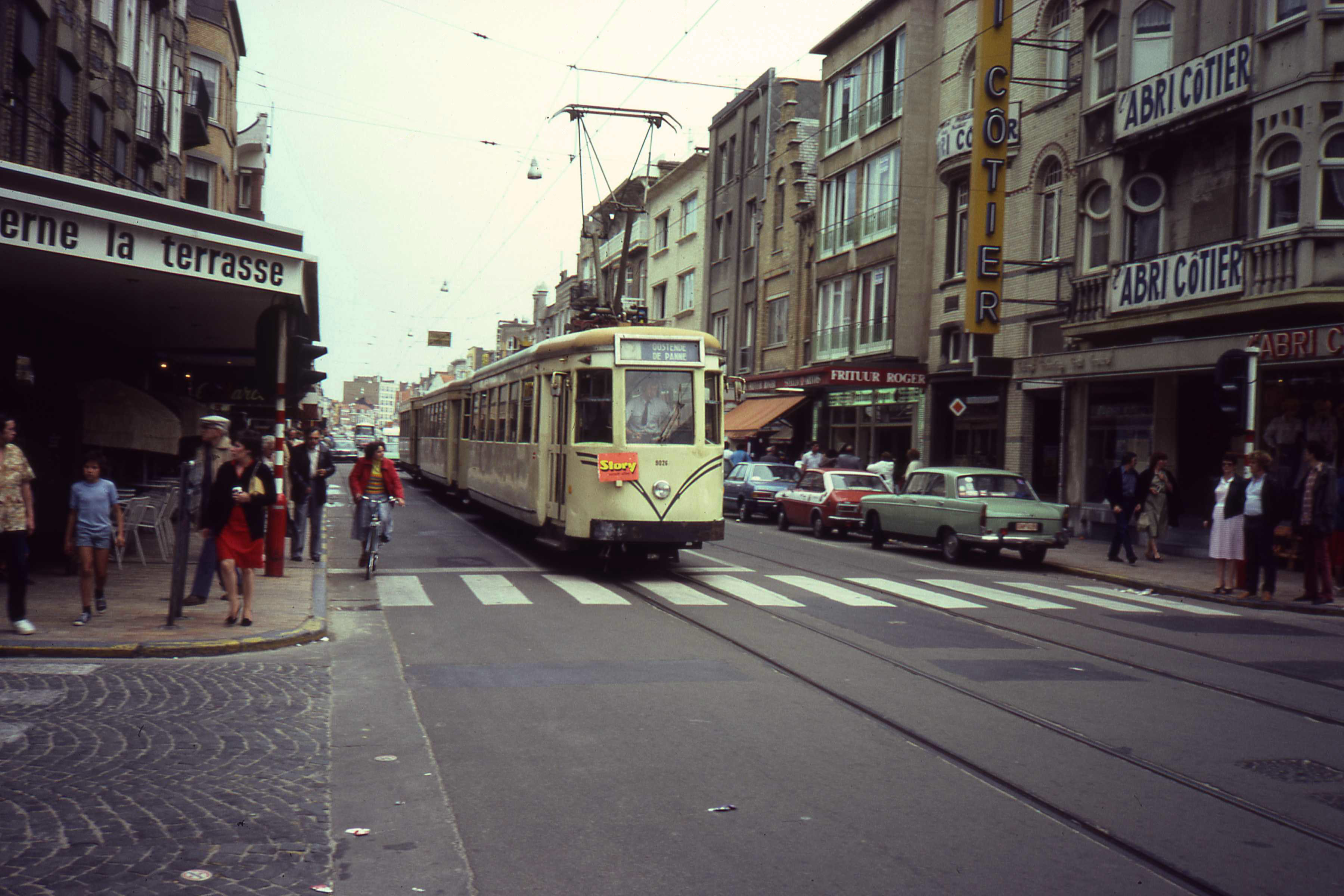
1970-talsspårvagn i De Panne med två släpvagnar
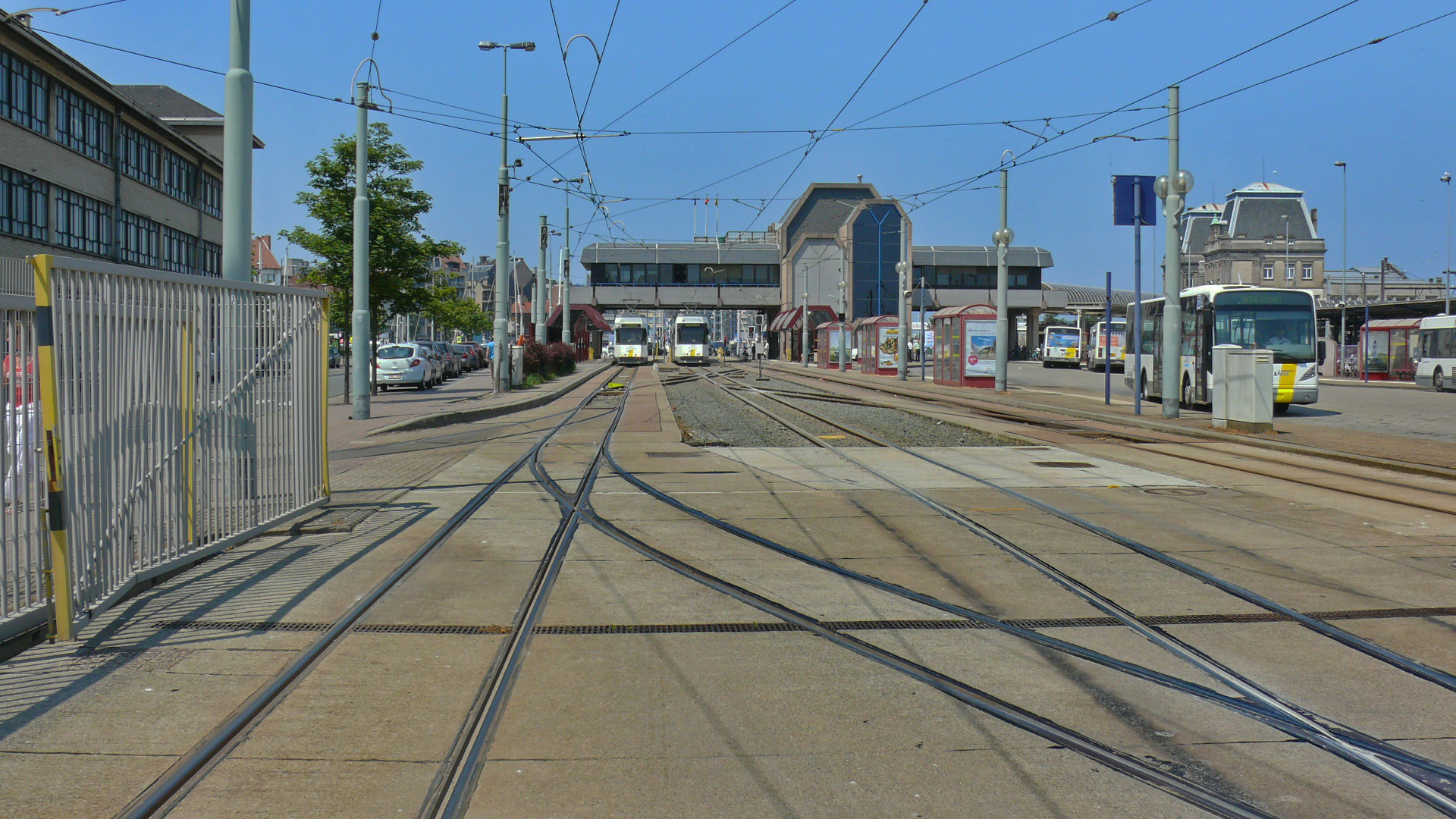
Spårvägsstationen i Oostende
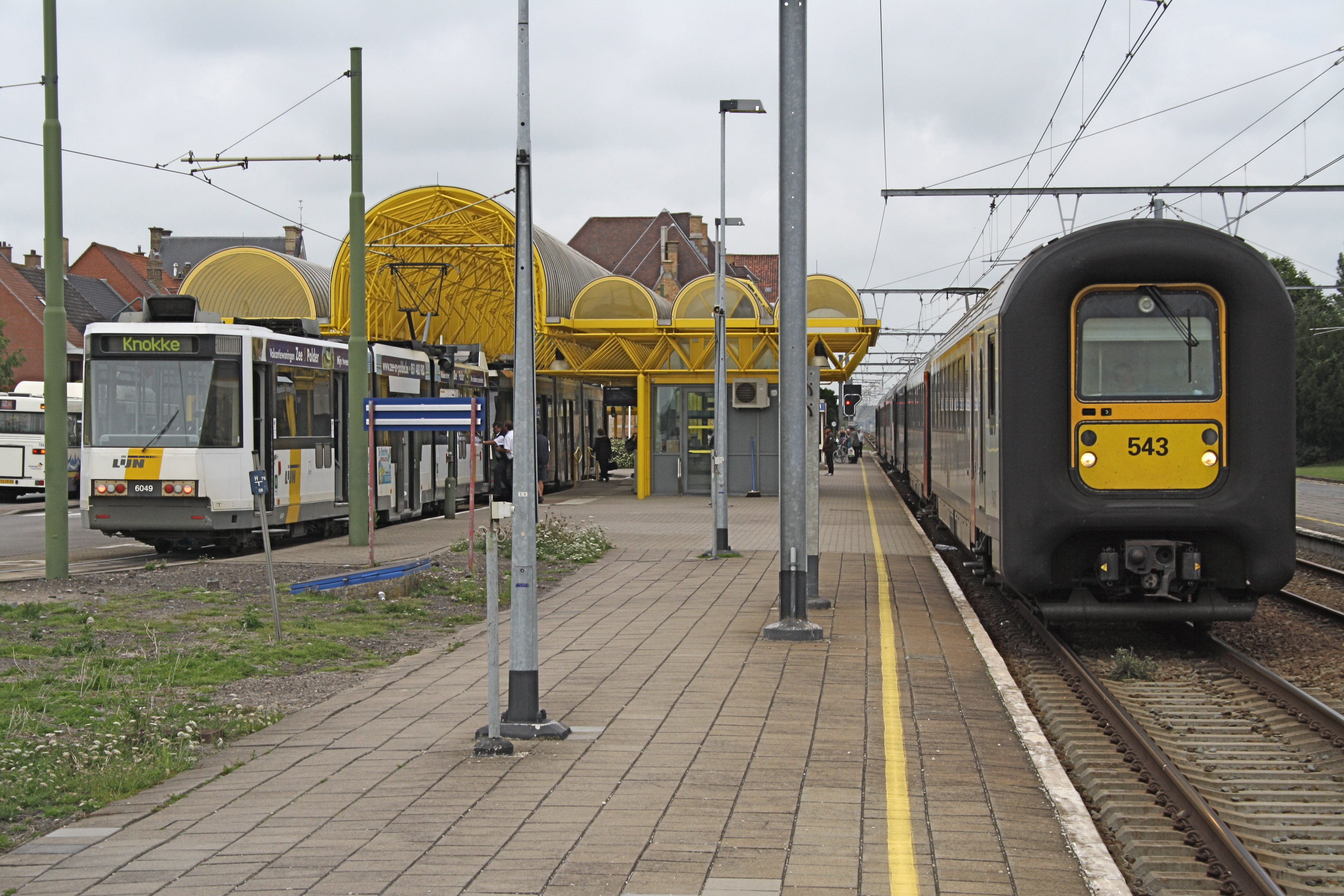
Omstigning mellan tåg och spårvagn på ändstationen i De Panne